# NGC 3244
NGC 3244 (również PGC 30594) – galaktyka spiralna (Sc), znajdująca się w gwiazdozbiorze Pompy w odległości 90 milionów lat świetlnych. Została odkryta 22 kwietnia 1835 roku przez Johna Herschela.
W galaktyce tej zaobserwowano supernową SN 2010ev.